# 姑娘背焦贝
姑娘背焦贝（学名：Notadusta musumea）为宝贝科背焦贝属的动物。分布于日本、巴布亚新几内亚、新喀里多尼亞以及中国大陆的台湾沿海等地，一般栖息于潮下带水深200-360m的海底。该物种的模式产地在日本。